# میثم تیموری
میثم تیموری (زاده ۱۵ تیر ۱۳۷۱ در سوادکوه) یک بازیکن فوتبال اهل ایران است که در پست مدافع چپ برای پیکان در لیگ برتر بازی می‌کند.

## سال‌های آغازین
میثم تیموری اصالتاً مازندرانی است او متولد شهرستان قائم شهر و اصالتاً اهل روستای لیند سوادکوه می‌باشد.
وی فوتبال خود را از تیم استقلال جنوب تهران آغاز نموده البته قبل از آن مدتی نیز در نساجی عضویت داشته‌است.

## عملکرد باشگاهی

### نساجی مازندران
تیموری در سال ۲۰۱۳ پس از دو سال حضور در تیم استقلال جنوب تهران به تیم نساجی پیوست او سه ساله عضو این تیم بود و در مجموع ۲۳ بازی انجام داد و یک گل هم به ثمر رساند.

### پارس جنوبی جم

#### فصل ۹۶–۱۳۹۵
او در فصل ۱۳۹۵–۱۳۹۶ با قراردادی دوساله به تیم پارس جنوبی جم پیوست؛ او در این فصل توانست همراه با تیم پارس قهرمان لیگ آزادگان شود و همراه با این تیم به لیگ برتر خلیج فارس صعود کرد.

#### فصل ۹۷–۱۳۹۶
میثم تیموری در این فصل هم عملکرد خوبی داشت در بیشتر نتایج پارس نقش داشت او در این فصل بازیکن تأثیرگذاری نشان داد به طوری که در بیشتر سایت‌های ورزشی از جمله سایت نود او به عنوان بهترین مدافع چپ لیگ هفدهم انتخاب گردید با درخشش وی در این فصل مورد توجه تیم وینفرید شفر و باشگاه فوتبال استقلال قرار گرفت.

### استقلال تهران
میثم تیموری در نقل انتقالات تابستانی سال ۱۳۹۷ با امضای قراردادی سه ساله توسط سید پندار توفیقی مسوول نقل و انتقالات به تیم استقلال پیوست رسماً آبی پوش شد.

#### فصل ۹۸–۱۳۹۷
تیموری در ابتدای فصل ۹۸–۱۳۹۷ به دلیل مصدومیت در مسابقات حاضر نشد.

## آمار حرفه ای
تا تاریخ ۳۰ ژوئیه ۲۰۲۱
| عملکرد           | عملکرد           | عملکرد           | لیگ      | لیگ      | جام      | جام      | قاره‌ای | قاره‌ای | مجموع | مجموع |
| فصل              | باشگاه           | لیگ              | بازی     | گل       | بازی     | گل       | بازی   | گل     | بازی  | گل    |
| ایران            | ایران            | ایران            | لیگ برتر | لیگ برتر | جام حذفی | جام حذفی | آسیا   | آسیا   | مجموع | مجموع |
| ---------------- | ---------------- | ---------------- | -------- | -------- | -------- | -------- | ------ | ------ | ----- | ----- |
| ۲۰۱۵–۲۰۱۴        | نساجی            | لیگ آزادگان      | ۵        | ۰        | ۰        | ۰        | _      | _      | ۵     | ۰     |
| ۲۰۱۶–۲۰۱۵        | نساجی            | لیگ آزادگان      | ۲۸       | ۱        | ۰        | ۰        | _      | _      | ۲۸    | ۱     |
| مجموع نساجی      | مجموع نساجی      | مجموع نساجی      | ۳۳       | ۱        | ۰        | ۰        | _      | _      | ۳۳    | ۱     |
| ۲۰۱۷–۲۰۱۶        | پارس جنوبی       | لیگ آزادگان      | ۳۲       | ۲        | ۱        | ۰        | _      | _      | ۳۳    | ۲     |
| ۲۰۱۸–۲۰۱۷        | پارس جنوبی       | لیگ برتر         | ۱۹       | ۰        | ۰        | ۰        | _      | _      | ۱۹    | ۰     |
| مجموع پارس جنوبی | مجموع پارس جنوبی | مجموع پارس جنوبی | ۵۱       | ۲        | ۱        | ۰        | _      | _      | ۵۲    | ۲     |
| ۲۰۱۹–۲۰۱۸        | استقلال          | لیگ برتر         | ۳        | ۰        | ۰        | ۰        | ۰      | ۰      | ۳     | ۰     |
| مجموع استقلال    | مجموع استقلال    | مجموع استقلال    | ۳        | ۰        | ۰        | ۰        | ۰      | ۰      | ۳     | ۰     |
| ۲۰۲۰–۲۰۱۹        | تراکتور          | لیگ برتر         | ۲۵       | ۰        | ۵        | ۰        | _      | _      | ۳۰    | ۰     |
| ۲۰۲۱–۲۰۲۰        | تراکتور          | لیگ برتر         | ۲۶       | ۱        | ۱        | ۰        | ۵      | ۰      | ۳۲    | ۱     |
| مجموع تراکتور    | مجموع تراکتور    | مجموع تراکتور    | ۵۱       | ۱        | ۶        | ۰        | ۵      | ۰      | ۶۲    | ۱     |
| مجموع آمار       | مجموع آمار       | مجموع آمار       | ۱۳۸      | ۴        | ۷        | ۰        | ۵      | ۰      | ۱۵۰   | ۴     |

## افتخارات

### پارس جنوبی جم
- قهرمانی در لیگ آزادگان ۹۶–۱۳۹۵ (صعود به لیگ برتر)

### تراکتور
- قهرمانی در جام حذفی فوتبال ایران ۹۹–۱۳۹۸ (راهیابی مستقیم به لیگ قهرمانان آسیا)